# Закариас (Сан-Паулу)
Закариас (порт. Zacarias)  —  муниципалитет в Бразилии, входит в штат Сан-Паулу. Составная часть мезорегиона Сан-Жозе-ду-Риу-Прету. Входит в экономико-статистический  микрорегион Сан-Жозе-ду-Риу-Прету. Население составляет 1937 человек на 2006 год. Занимает площадь 318,800 км². Плотность населения — 6,1 чел./км².
Праздник города — 12 марта.

## История
Город основан в 1941 году.

## Статистика
- Валовой внутренний продукт на 2003 составляет 35.404.618,00 реалов (данные: Бразильский институт географии и статистики).
- Валовой внутренний продукт на душу населения на 2003 составляет 18.240,40 реалов (данные: Бразильский институт географии и статистики).
- Индекс развития человеческого потенциала на 2000 составляет 0,777 (данные: Программа развития ООН).

## География
Климат местности: субтропический. В соответствии с классификацией Кёппена, климат относится к категории Cfb.

## Галерея

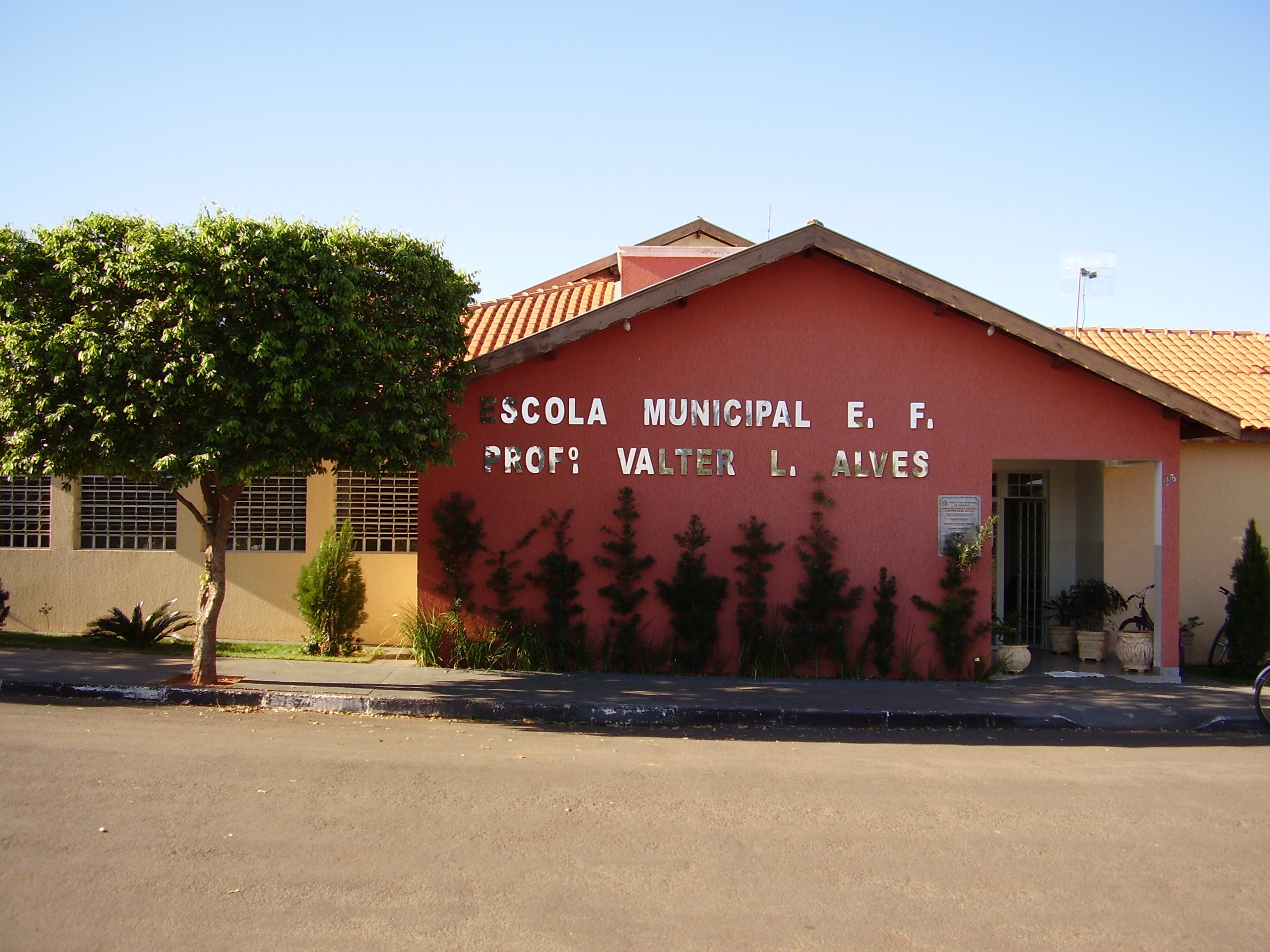
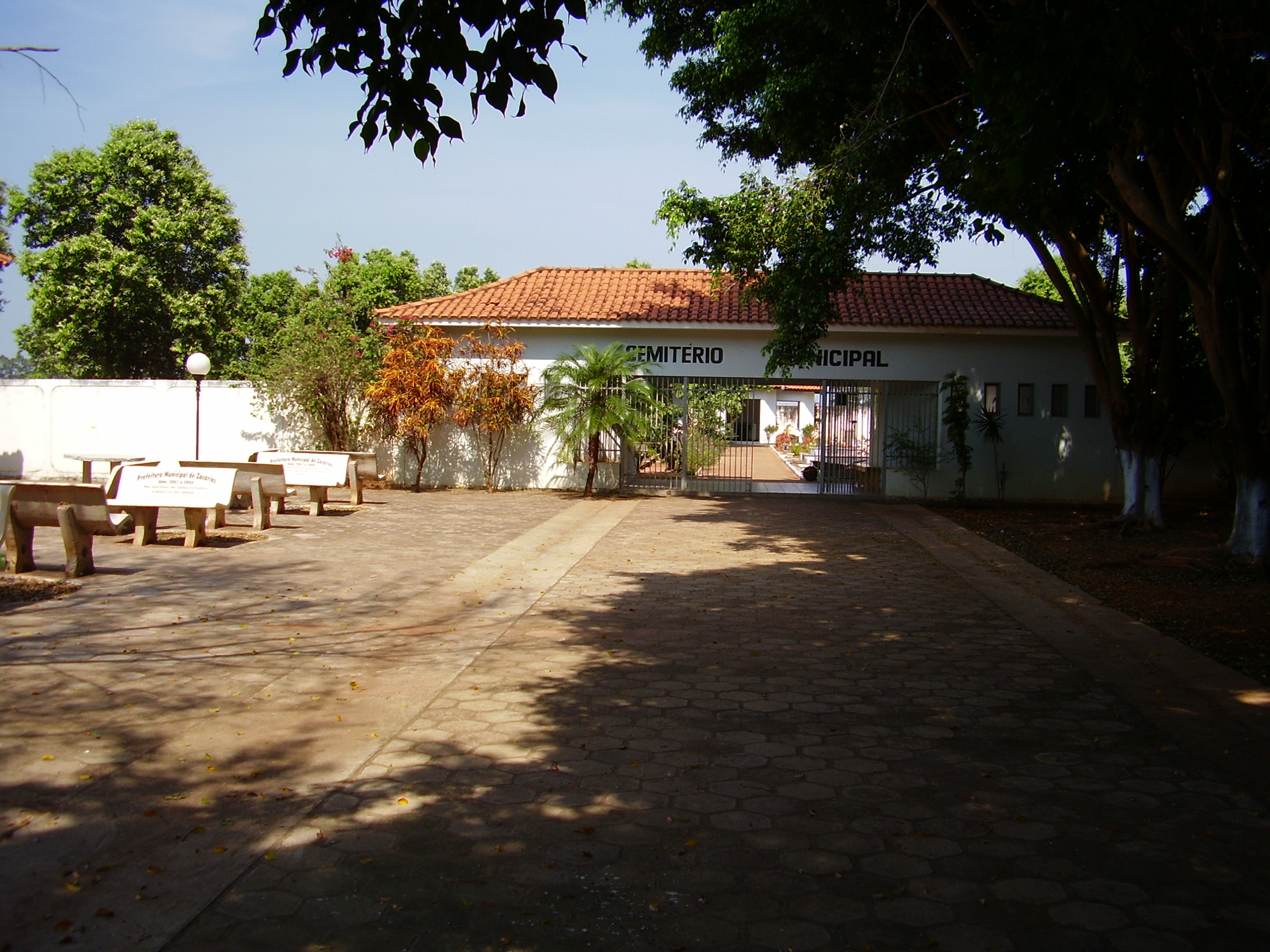
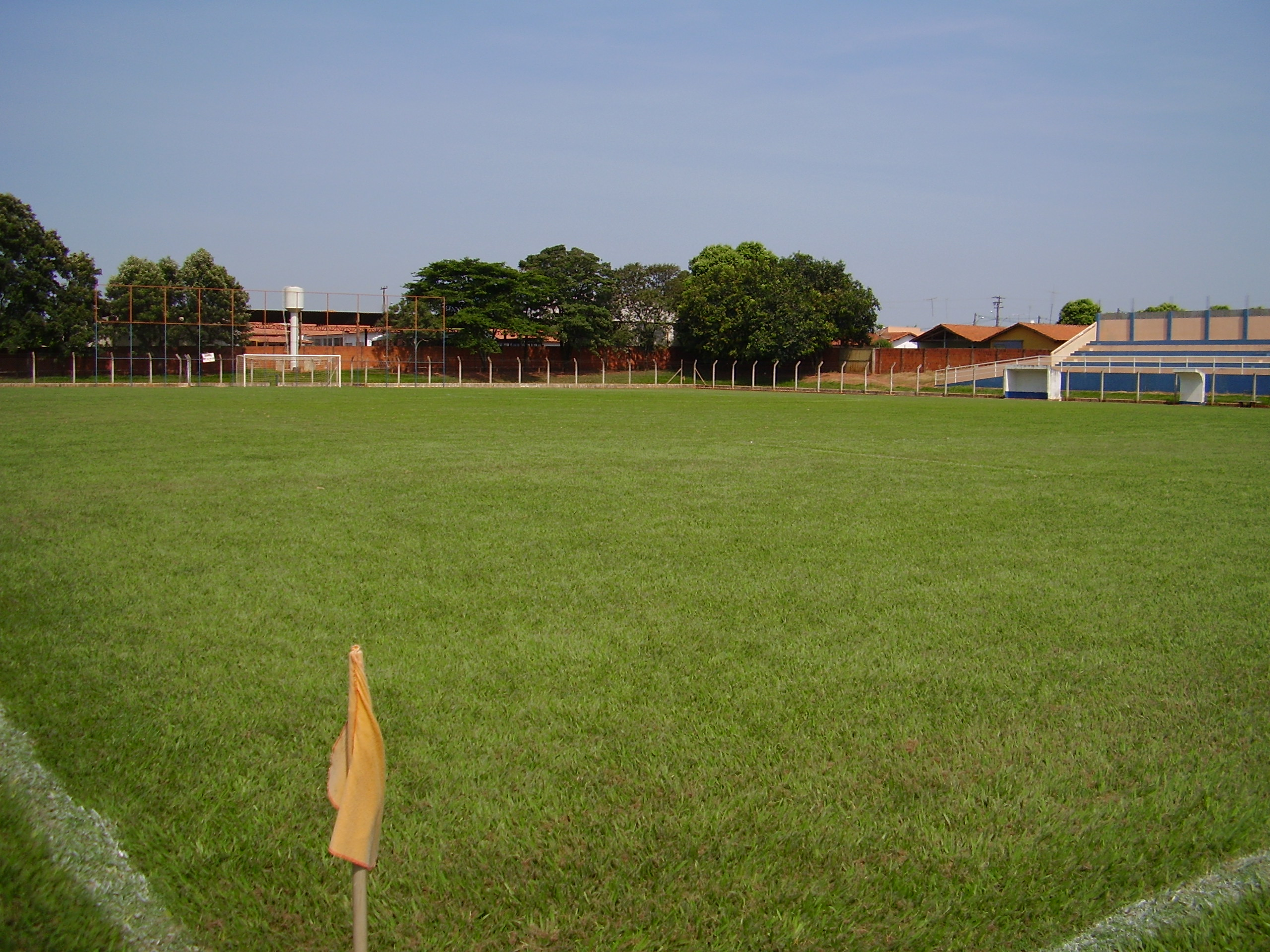
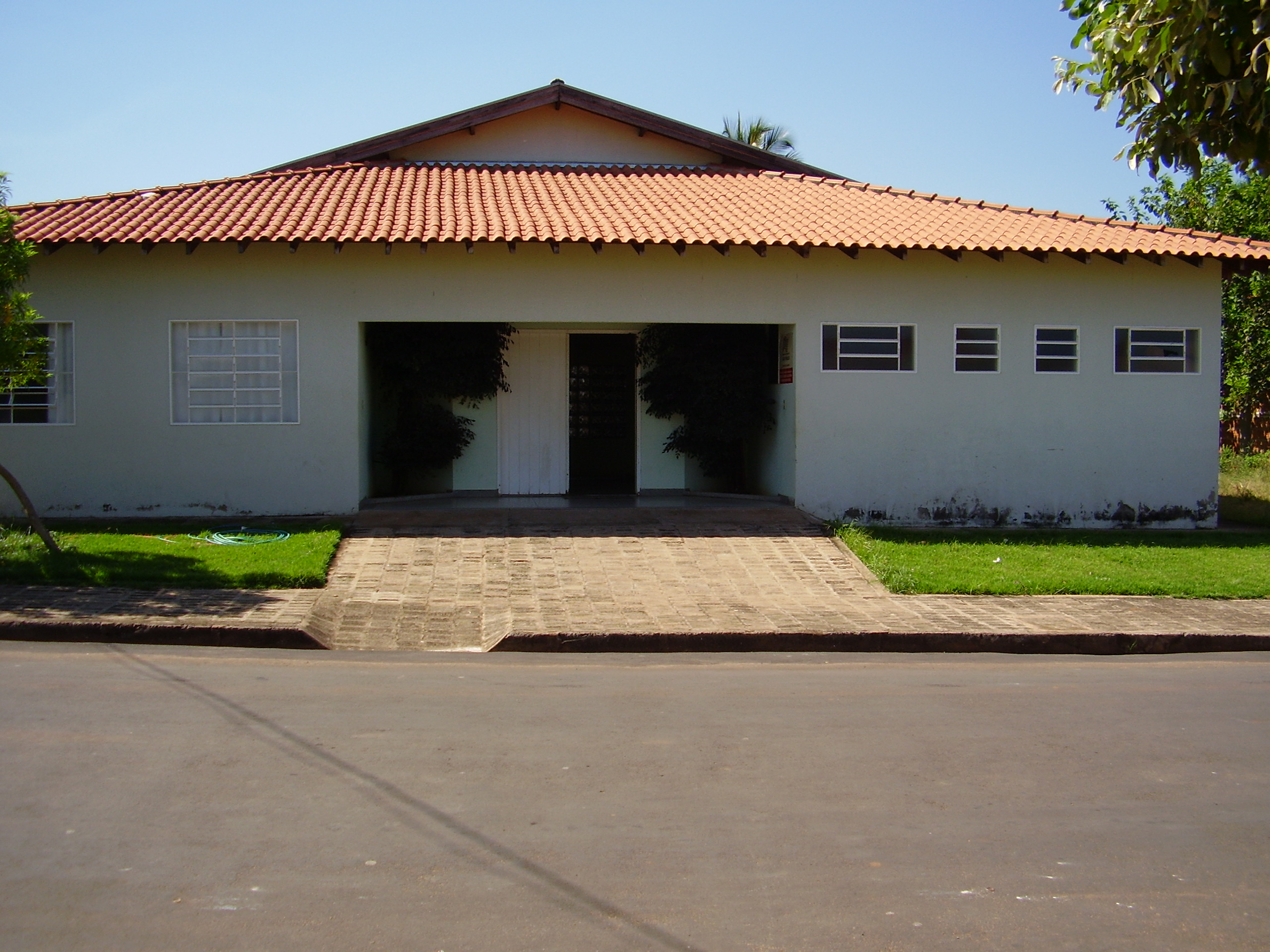